# Ženijní skupinové velitelství X Rokytnice v Orlických horách
Ženijní skupinové velitelství X Rokytnice v Orlických horách byl výkonný orgán Ředitelství opevňovacích prací, který ve druhé polovině 30. let 20. století organizoval výstavbu těžkého opevnění v jižní části Orlických hor. Linie, kterou projektovalo ŽSV X, byla ohraničena Divokou Orlicí na jihu a Komářím vrchem a severu. Bylo postaveno všech 40 zamýšlených objektů, včetně dělostřelecké tvrze Hanička.

## Základní informace
Samotné ŽSV X bylo zřízeno 1. dubna 1937 se sídlem v Rokytnici v Orlických horách. ŽSV řídilo pouze výstavbu těžkého opevnění, lehké opevnění zajišťovala zemská vojenská velitelství (LO vz. 36), později armádní sborová velitelství (LO vz. 37). Hlavním cílem ŽSV XI byla výstavba souvislé linie TO v prostoru Divokou Orlicí a Komářím vrchem. Původně tento prostor spadal do působnosti ŽSV III Králíky, pro urychlení projekce a výstavby však bylo zřízeno samostatné ŽSV. Jeho velitelem se stal pplk. žen. v.v. František Stejskal.

## Stavební podúseky

### 1./X. Zaječiny
- Zadán: 12. ledna 1937
- Stavitel: Hráský & Jenč, Mladá Boleslav
- Zadávací částka: 5 238 411,85 Kč

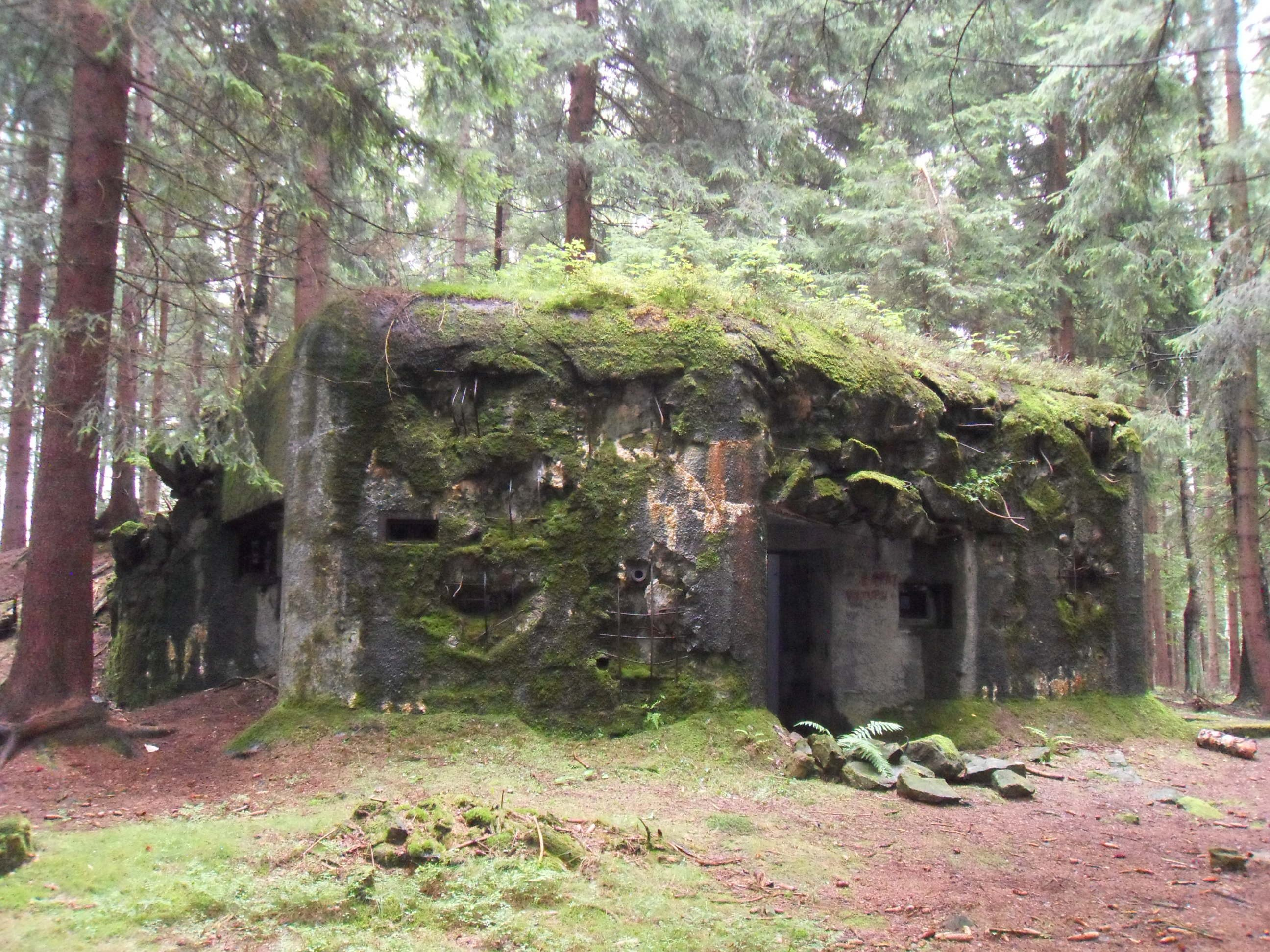
Pěchotní srub R-S 59 V polomu

- Zadáno objektů: 11 (R-S 54 – R-S 64)
- Postaveno objektů: 11 (R-S 54 – R-S 64)
- Prostor: Divoká Orlice (Zemská brána) – silnice mezi Kunvaldem a Bartošovicemi

### 2./X. Kunvald
- Zadán: 12. ledna 1937
- Stavitel: Hlaváček & Müller, Praha XIV.
- Zadávací částka: 5 522 910,80 Kč

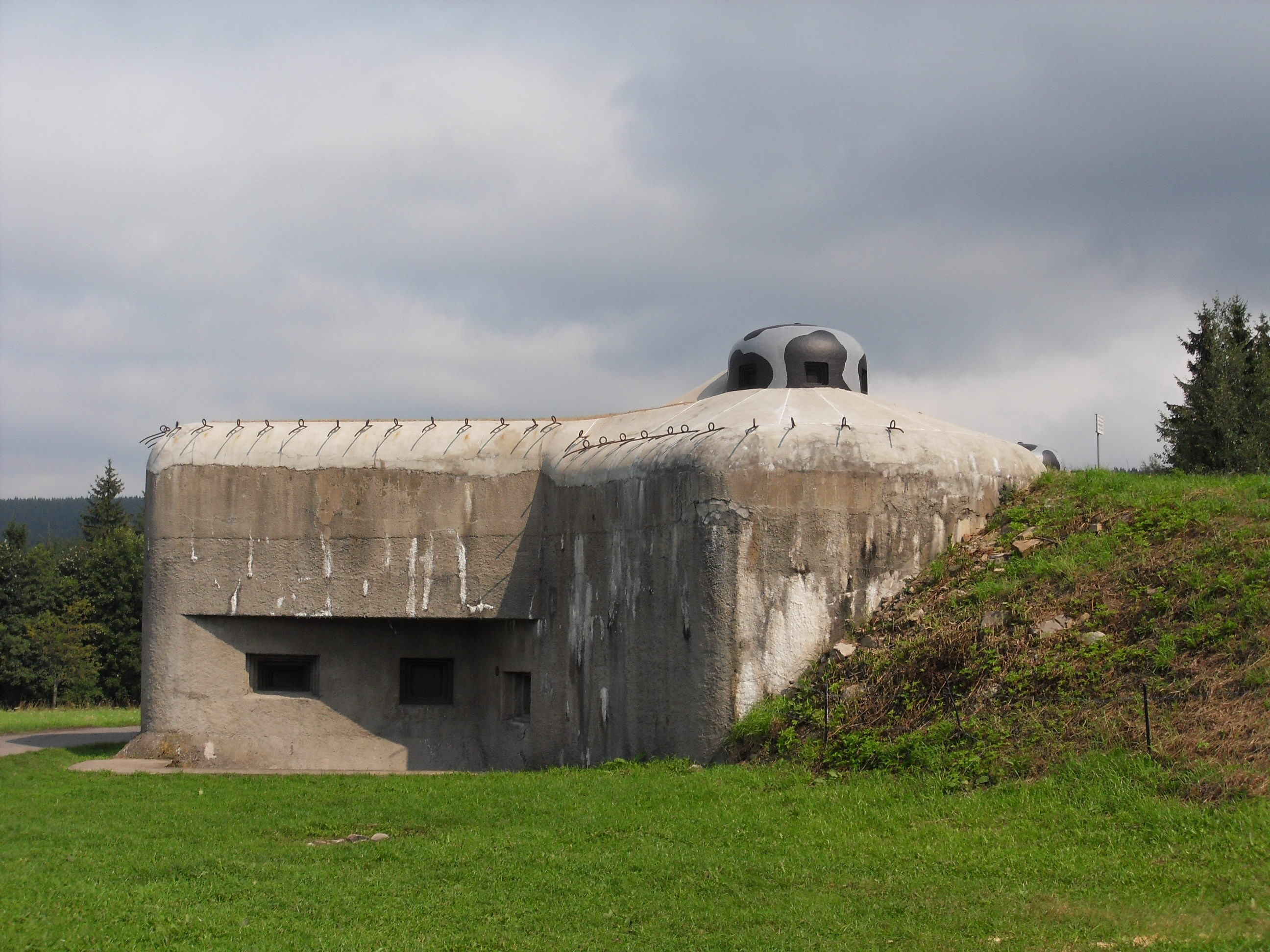
Pěchotní srub R-S 74 Na holém

- Zadáno objektů: 10 (R-S 65 – R-S 74)
- Postaveno objektů: 10 (R-S 65 – R-S 74)
- Prostor: silnice mezi Kunvaldem a Bartošovicemi – Panské Pole

### 3./X. Hanička
- Zadán: 28. srpna 1936

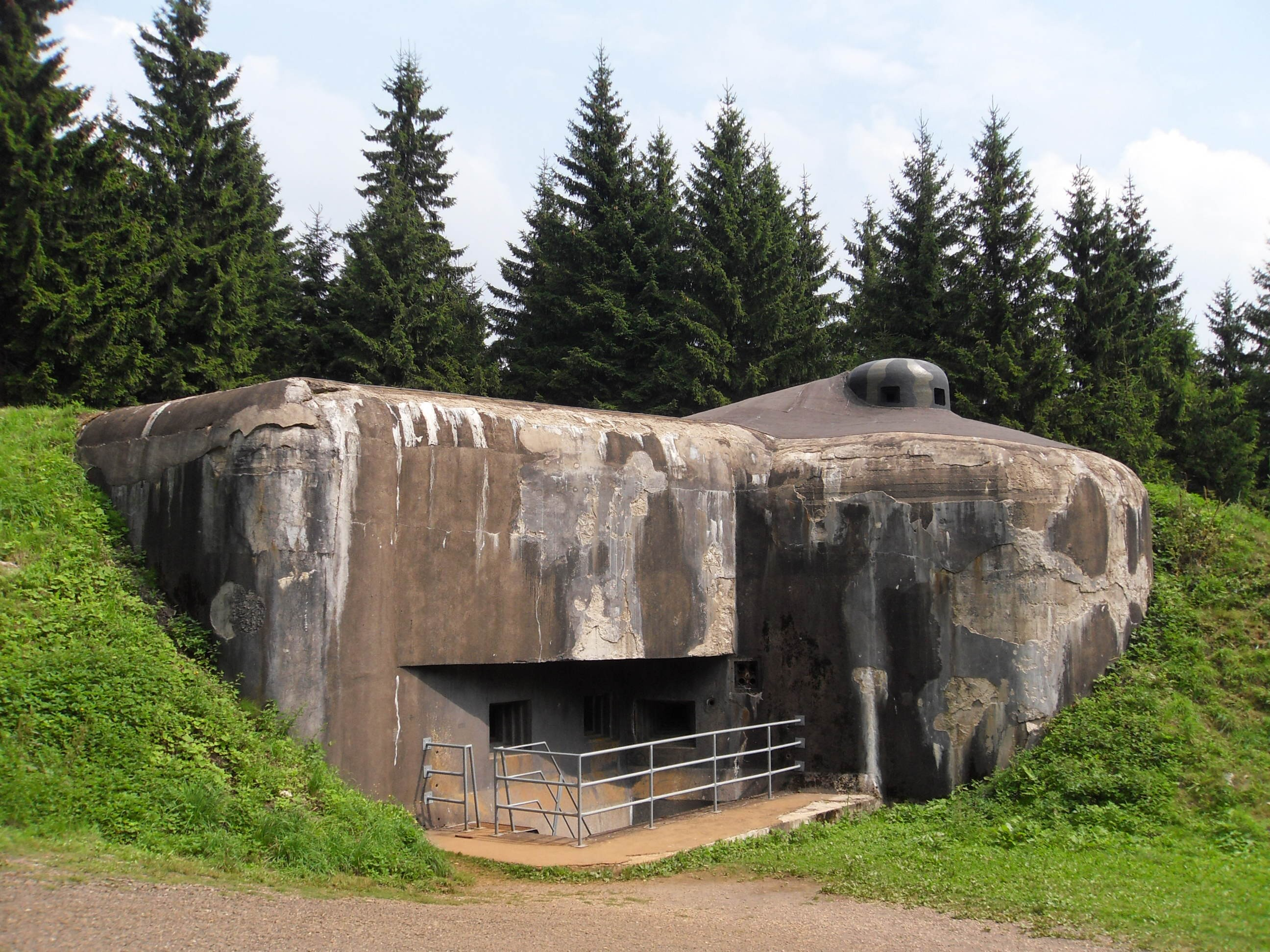
Tvrzový pěchotní srub R-H-S 76 U lomu

- Stavitel: Ing. Bedřich Hlava, Praha II.
- Zadávací částka: 22 571 403,24 Kč + 3 080 792,80 Kč
- Zadáno objektů: 8 (R-S 75 – R-S 81)
- Postaveno objektů: 8 (R-S 75 – R-S 81)
- Prostor: Panské Pole – východně od Plachty

### 4./X. Říčky
- Zadán: 12. ledna 1937

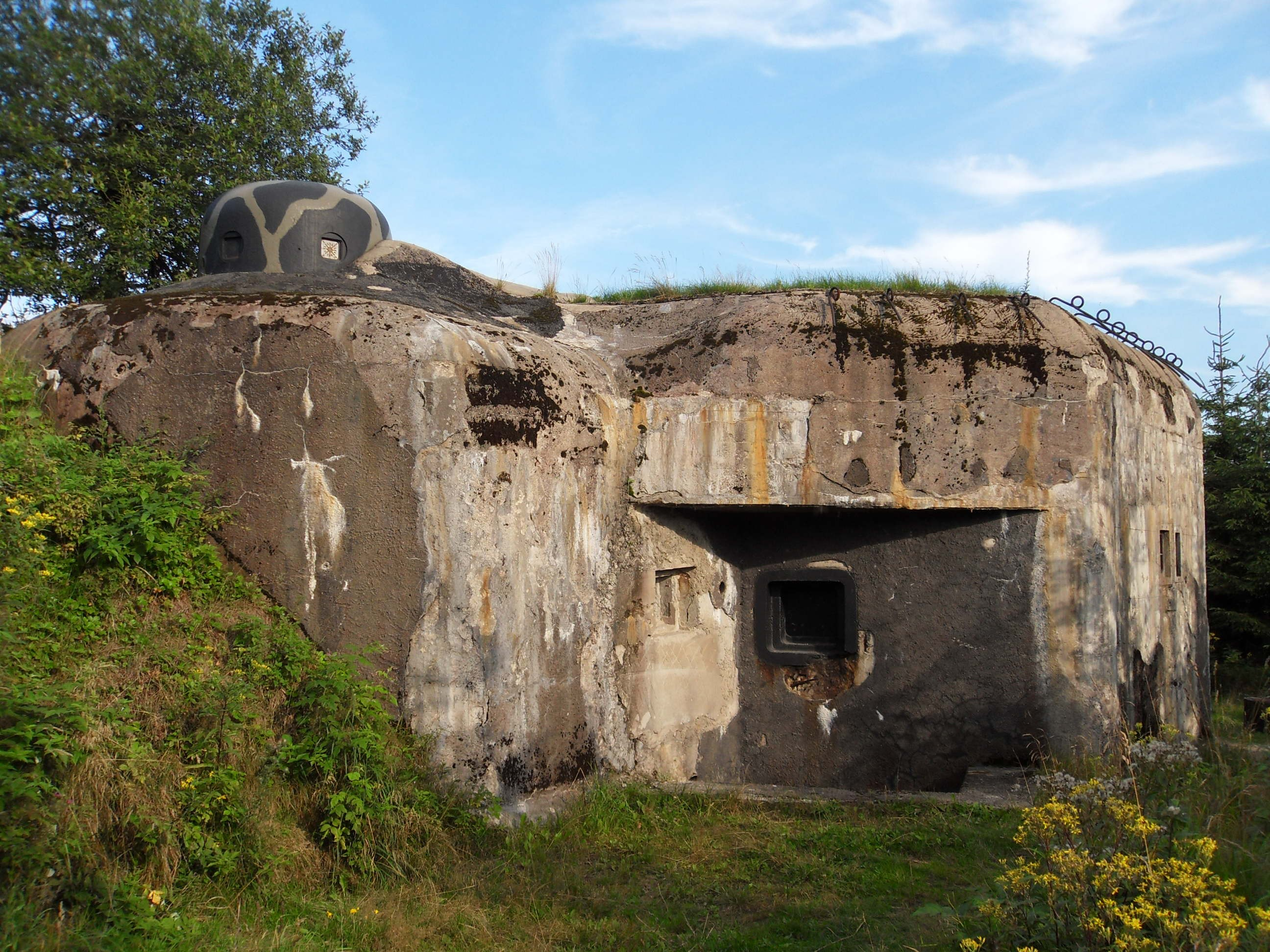
Pěchotní srub R-S 89 U silnice

- Stavitel: Ing. Josef Hons, Praha XII.
- Zadávací částka: 6 259 083,55 Kč
- Zadáno objektů: 11 (R-S 82 – R-S 91)
- Postaveno objektů: 11 (R-S 82 – R-S 91)
- Prostor: východně od Plachty – Komáří vrch